# Coloană angajată

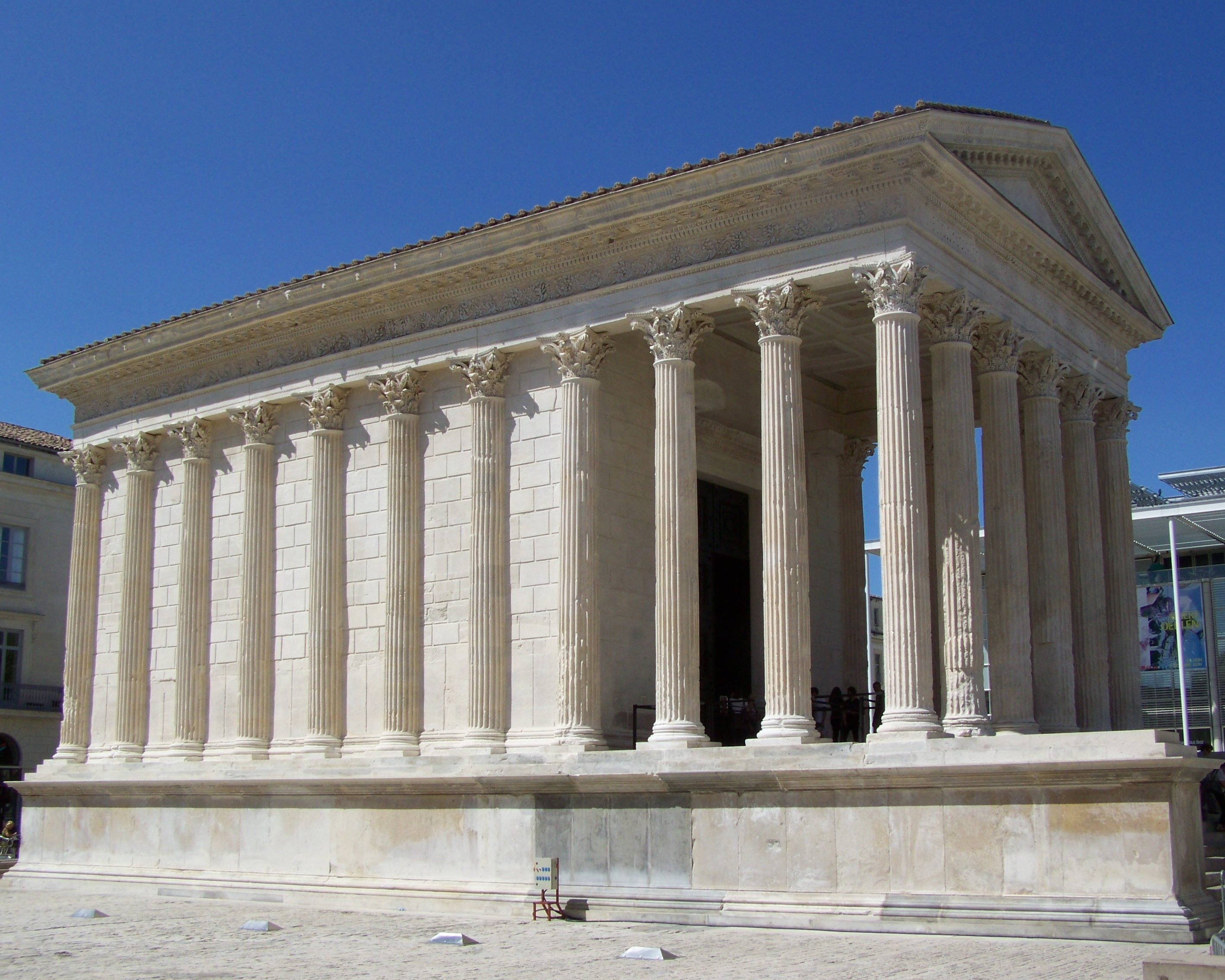
Coloane angajate încorporate în pereții laterali ai cellei Maison Carrée de la Nîmes (în partea dreaptă a imaginii)

În arhitectură, o coloană angajată este o coloană încorporată într-un perete și ieșită parțial din suprafața peretelui, definită uneori ca detașată pe jumătate sau pe trei sferturi. Coloanele angajate sunt rareori găsite în arhitectura grecească clasică și doar în cazuri excepționale, dar există din abundență în arhitectura romană, cel mai frecvent încorporate în pereții cellelor unor clădiri pseudoperipterale.
Coloanele angajate au o funcție similară cu cea a contraforturilor, fiind diferite de pilaștri, care, prin definiție, au rol decorativ și nu structural.